# BLU-91/B
BLU-91/B — протитанкова протиднищева міна. Розроблена в США, прийнята на озброєння у 1979 році.
Міна є плоскою округлою металевою коробкою. Усередині коробки міститься заряд вибухівки, а зверху встановлюється підривник. Вибух відбувається при наїждженні проекції танка (БМП, БМД, БТР, автомобіля) на міну, його магнітне поле впливає на пристрій детонатора. Ураження машинам наноситься у результаті пробивання днища кумулятивним струменем під час вибуху заряду міни у момент, коли танк чи інша машина виявиться над миною. Призначена для встановлення засобами механізації.

## ТТХ
| Габарити легкого корпусу           | 14.5х14.5х 8 см            |
| Час бойової роботи                 | 4 години, 48 годин, 15 діб |
| Час переведення в бойове становище | 2 хв                       |